# Literatura occitana
Els primers texts de la literatura occitana aparegueren al segle xi: una Passió i Vida de sent Léger a Clarmont d'Alvèrnia; l'Evangèli de sent Joan a Llemotges; els Boecis i el Cicle de Roland, del qual no hi ha constància escrita. La primera obra sencera conservada en occità fou la Cançon de Santa Fe d'Agen, datada del 1030-1070, de caràcter hagiogràfic.

## Elstrobadors

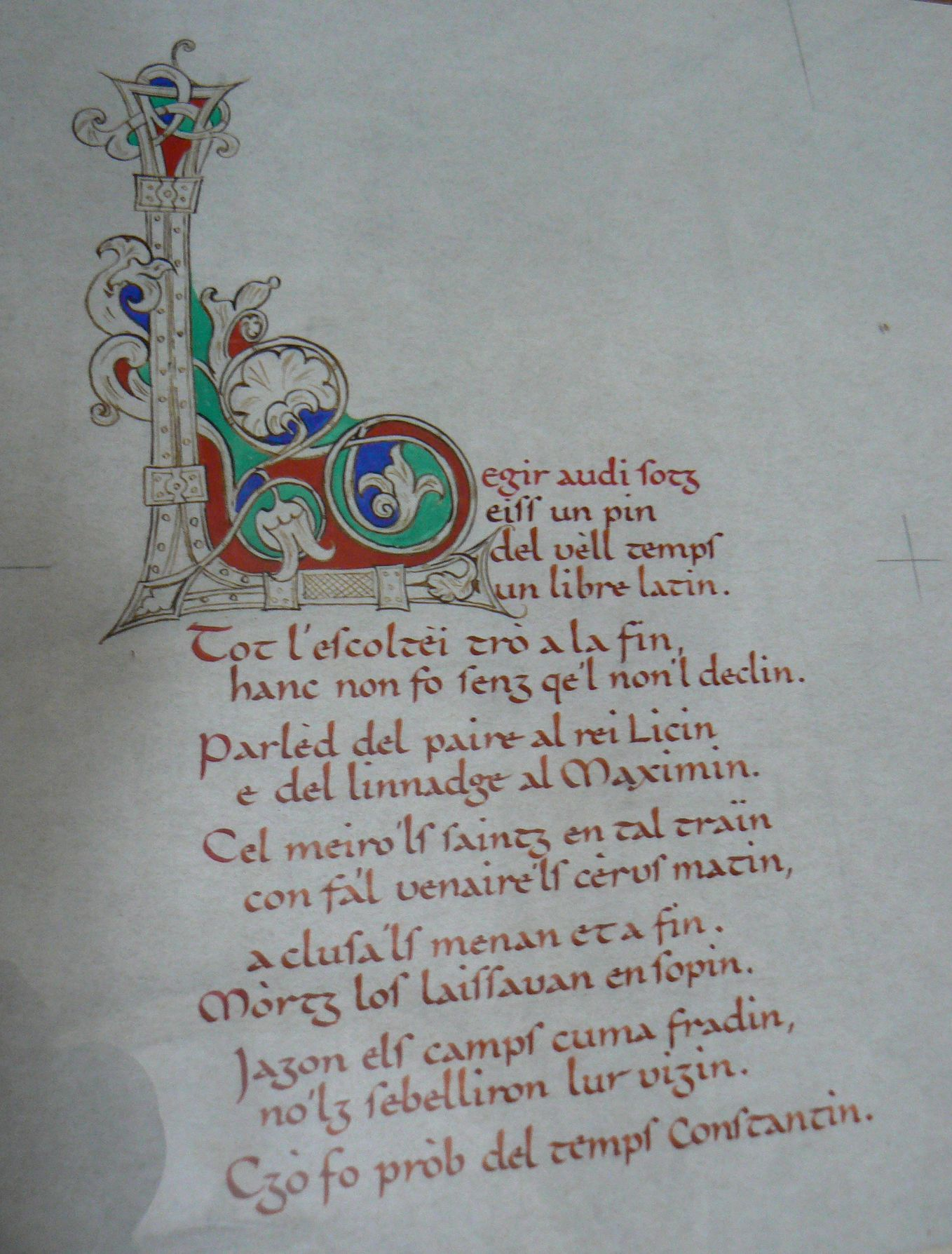
Manuscrit de la Cançó de Santa Fe

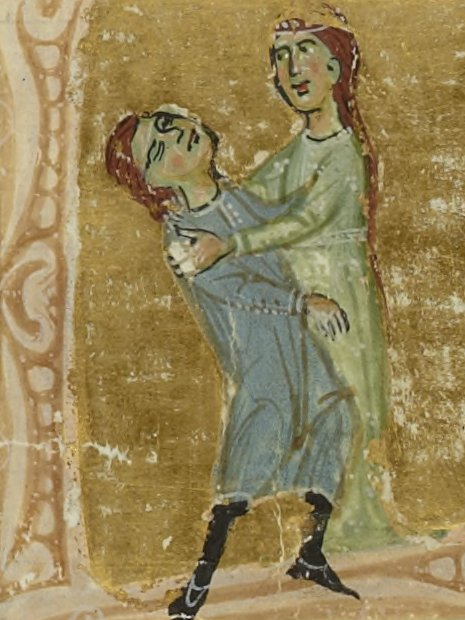
La mort de Jaufré Rudel als braços d'Odierna de Jerusalem al cançoner I

Cap al 1100 nasqué el trobar a la cort de Peitieus, influït pel zéjel andalús d'Ibn Quzman i el vers occità. Es podia distingir el trobar leu, de caràcter elegant i aristocràtic, i el trobar clus, de caràcter hermètic. Entre els principals trobadors i poetes convé destacar el duc d'Aquitània Guilhèm IX de Peitieus, que cantà l'amor cortès; Jaufré Rudel (fl. 1147) de Blaia (Guiana), la vida del qual es feu cèlebre; Marcabrú (fl. 1129-1150), poeta de l'amor pur i de la dona, inventà les pastorel·les i s'especialitzà en el trobar clus. Alguns deixebles seus serien els gascons Peire de Valeira, Alegret, Cercamon i Bernart Martí.
Cap al 1150 aparegué el trobar ric, de caràcter aristocràtic i espiritual, amb influències de la temàtica arturiana (cèltica) i la introducció del senhal. Els principals poetes d'aquest nou període foren el provençal Raimbaut d'Aurenja (1155-1173), mestre del perigordià Guiraut de Bornelh (fl. 1170-mort el 1221) considerat el gran mestre dels trobadors i de qui es conserven 77 peces de caràcter popular; la comtessa de Dia (fl. 1160), que escriví cinc cançons en valentinès; Pèire d'Alvernha (1130-1180), poeta d'ofici i mestre de Dant Allighieri; Rigaut de Berbezilh (s. XII), trobador de la Charenta; Bernat de Ventadorn (fl. 1155-mort el 1180), tolosà i cantor de l'amor passional de caràcter tirànic; Arnaut de Maruelh, els perigordians Bertran de Born (1140-1188?), autor de sirventesos guerrers per als Plantagenet de Gascunya, i Arnaut Daniel (fl. 1180), autor d'un onirisme passional, el monjo d'Orlhac Pèire de Vic, el tolosà Pèire Vidal (m. 1204) amb els poemes Na loba i Na vierna, dedicat a la Provença; el llemosí Gaucelm Faidit (fl. 1185), autor de 70 peces en què destaquen el planh i l'amor al país natal, i l'epopeia Girard de Rosselhon (1180).
La producció poètica trobadoresca transcendí les fronteres d'Occitània i tengué importants reflexos al seu entorn, dels quals els trobadors catalans són un bon exemple.

## La primera prosa i teatre

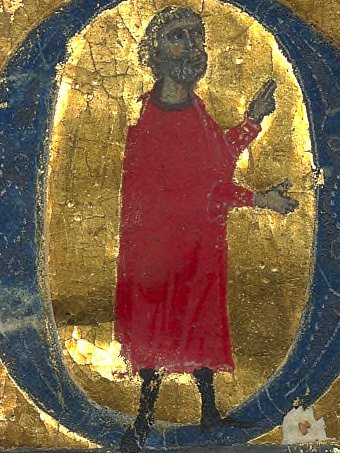
Pèire Cardenal

Les primeres peces de narrativa foren, en vers, la Cansó d'Antioca (1130) de Gregori Bochada, i, en prosa, la traducció del Codi de Justinià I, datada del 1149, l'Alexandre d'Alberic (datada del 1120-1130); més tardana és Daurel e Beron (entre 1170 i 1200), cançó de gesta alvernesollemosina, en vers.
Durant el segle xiii la literatura occitana, malgrat la desfeta política, es desenvolupà i assolí grans nivells. Grans autors i obres de l'època són Dels ausèls caçadors, tractat de Daude de Prada, compost a Rodès; l'italià Sordèl (fl. 1229-1246), darrer enamorat públic; el narbonenc Guiraut Riquier (fl. 1254-1282), autor de pastorel·les; el català Cerverí de Girona (fl. 1252-1258); el tolosà Guilhem Montanhagòl (fl. 1233-1258), defensor de l'amor cortès; l'epopeia nacional de resistència antifrancesa Cançon de la Crosada, composta per Guilhem de Tudela (fl. 1210-1214) i Pèire Cardenal (1180-1278), autor també de Raimond i Predicança; les novel·les Lo chastèl d'amors, Fierabràs i Lo romanç de Filomèna, compostes entre 1230 i 1240; Bertrand de Marsella, autor de la Vida de santa Enimia; la primera mostra de text llarg teatral en occità, el misteri Esponsalizi de Nòstra Dòna senta Maria Verges e de sant Josèp, datat del 1280; Amanieu de Sescars, autor de dos ensenhamens; Arnaud de Carcassès, autor de les famoses novel·les occitanes Flamenca (1240-1250) i Novà del papagai (1276), traduïdes a molts idiomes; Matfre Ermengaud (mort el 1322), autor de la prosa didàctica Lo breviari d'amor (1288) i Uc Faidit, autor el 1240 d'unes regles de trobar, Donats provençals.
D'altra banda, durant els segles xii i xiii l'occità fou la llengua administrativa dels comtats de Tolosa i Gascunya, així com llengua de cort de les diferents províncies occitanes, de manera que es conserven molts documents públics, contractes entre particulars, juraments i d'altres redactats en occità.

## Elseglexivi elGai saber
El 1323 fou creat a Tolosa de Llenguadoc el Consistori del Gai Saber pel roerguès Raimond de Cornet (fl. 1323-1326), autor el 1324 d'una Doctrina de trobar, per tal de mantenir les arts i formes poètiques dels antics trobadors occitans i que no es perdessin. Se li uniren Arnaud Vidal (fl. 1305-1324), el primer poeta florejat, i el provençal Guilhem de la Barra (fl. 1318), fundadors de la Sobregaia Companhia dels Set Trobadors de Tolosa, de la qual formaren part un donzel (Bernat de Panasac), dos banauers, dos mercaders i un notari. La dama Clemença Isaura els va subvencionar, segons la imaginació popular, amb el fabulós "tresor càtar".
El 1356 Guilhèm Molinièr escriví les Leys d'amor, en què s'establiren les normes lingüístiques i estilístiques que s'havien d'emprar en les competicions poètiques, anomenades Jocs Florals. D'antuvi hi destacarien els poetes Guilhem d'Alamand, Pèire Duran i Pèire de Landils. Altres autors importants del període foren Bertrand Boysset, autor de Lo roman d'Arles (1370) i Raimond Feraud (m. 1325) amb la Vida de sant Honorat (1285), així com l'obra èpica anònima Rollan a Saragossa i Ronsasvals (trobades en un manuscrit de 1398, però que sens dubte procedeixen d'una tradició anterior) i el poema didàctic d'un jueu occità, Esther (1322). També destacaria durant el segle xiv la literatura dels heretges valdesos, escrita en occità, en què destaquen la Noble Leiçon, Lo Novel Sermon, Lo Paire Eternal, L'Avangèli de Le Quatre Semenç i Lo Despreci del Mond.
Durant aquesta època també destacaren els llibres de sants, Vida del gloriós sant Francés (1300-1350), Vida de sant Auziás e santa Delfina (1378), Vida de santa Doucilina i Barlaam e Josafat d'Albi. Al segle xv pertany la literatura sacra Gardaçons de Nòstra Dona i Tractat dels noms de la Maire de Dieu. Altres en són el Libre de memorias (1386-1390) de Jacme Mascaron i els Capítols de Pau e Estatuts Marítims de Marselha. Entre el 1253 i el 1442 es compongué la Crónica gascona. Altres cròniques es formaren a Llemotges, Montpeller i al comtat de Foix, així com la compilació enciclopèdica de ciències naturals Elucidari de les propietats de totas réns naturals (1250). També es desenvolupà el teatre occità entre el 1371 i el 1475, amb misteris, jocs i passions com els Misteris Rouergats i el Jóc de Santa Agnés.

## Els segles XV i XVI
El desenvolupament de la llengua vindrà marcat per l'edicte de Villers-Cotterêts (Picardia) del 15 d'agost de 1539, pel qual, per tal d'evitar males interpretacions, es prohibeix l'ús en els escrits judicials i en l'administració de qualsevol llengua que no sigui el vulgare françois. Això no sols incloïa el llatí, sinó també les llengües vernacles, principalment l'occità, ja que tenia tradició d'oficialitat a les terres d'oc. Però ja al Delfinat el 2 de novembre del 1531 el Parlament de Grenoble ordenà que els documents fossin redactats in vulgare sermone. Al Llenguadoc s'ordenà el 28 de març del 1533 que els contractes es redactessin in lingua vulgare. Endemés, els parlaments creats al segle xv escriviren ja les actes en francès: el de Tolosa des del 1444, el de Bordeus el 1463 (quan estigué sota els anglesos el 1451, foren redactades en gascó), el d'Ais de Provença el 1501 (on els funcionaris principals eren francesos). Així, el francès s'escamparia per l'administració judicial i el notariat.

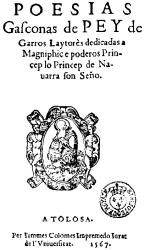
Recull poètic de Pèir de Garròs publicat a Tolosa de Llenguadoc el 1567

Els segles XV i XVI foren importants en la difusió literària mercè a la invenció de la impremta. A Occitània en destacarien les de La Reula (1503), Bordeus (1517), Clarmont (1518), Montalban (1526) i Tolosa (1527), dirigida per Guilhem Pelhissier. També s'introduirien les formes i modes italianes, com el sonet, que a poc a poc anaren substituint les formes i temes de l'època dels trobadors. D'aquesta manera s'imprimiren els primers texts occitans:
- Psaumes de David, d'Arnaud de Saleta (1583)
- Clàudi Regin, bisbe d'Auloron, tradueix els evangelis al bearnès (1568).
- De abaco, de Francès Pelhós, a Torí (1492).
- Opera nova d'arismethica, de F. Fulconis, a Lió (1562).
- Le carrateyron, a Ais de Provença; Las nomparelhas receptas i Las ordenansas et costumas del Libre Blanc, a Tolosa (1555).
- Lucidari (1502) i Vida del nostre salvador (1514).
- Los estatuts de la devota et antiqua confrayria de Nòstra Dama (1515).
- Doctrinal de sapiensa de Guiu de Royes (1504).
- Meygra entrepesa (Magra empresa) del còmic Antòni d'Arena (1537).
- Diàleg de les nimfes, sonets gascons de Sal·lusti de Bartas (1578).
- Vida dels més célebres et antics poetas provençals de Joan de Nòstra Dama (1575).
- Contradiccions d'amor i Bella vellesa de Robert Ruffi, arxiver del dictador marsellès Calssaux (1580).
- Comèdia del Seigne Peyre et Seigne Jovann, teatre popular de Montelaimar (1576).

Com a autors cal destacar Loïs Belaud de la Belaudièra (1543-1588), Miquèu Tronc (1580?-1600), el marsellès Pèire Pau (1554-1615), seguidor de Belaud de la Belaudièra, el panfletista nimenc Guilhem Rebol (1564-1611); Augièr Galhard (n. 1540) autor de Libre Gras (1581) i Lou Banquet (1587); i el gascó Pèir de Garròs (1525-1581), patriota lingüístic, considerat el pare del gascó modern, i el dalfinès de Grenoble Laurent de Briançon (s. XVI), amb Lo banquet de la Faye i Lo batifel de la Gisen.

## La decadència (s. XVII-XVIII)
El 1640 es funda l'Acadèmia dels Llanternistes, partidària d'escriure en un occità floralenc, per Bertran Larada, Gregòri de Barutel, Mainard i altres. Tanmateix, els grans valors occitans s'expressen en francès: Pierre Gassendi, Blaise Pascal, Pierre de Fermat, etc. Entre la migrada producció occitana de l'època, cal destacar l'Eneido burlesco o Virgili deguisat (1648) de Joan de Valès; Bouquet bigarré (1608) d'Honoré Meyner de Pertuis; Au rèi, elegia provençala sus la patz facha (1609) de Bertomiu Deborna; Pastorade gascoue (1610) de Joan de Garros, composta a la mort d'Enric IV de França; Diàleg dys Mousos (1633) de Despuech, de Tolosa, defensa de l'ús de la llengua vernacla contra el francès occitanista: L'Eneido de Virgilio, libro quatrième, revestit de naou è habilhat a la brulesco (1652) pel p. Bergoing, a Narbona; La bugado provençalo vonté cadun l'y a panouchoun (1649), recull del francès Roize; La Perlo dey Musos et coumediés prouvensalos (1655) de Gaspard Zerbin d'Ais; L'embarras de la fieiro de Beaucaire (1657) de Joan Miquèl de Nimes; Història de Pepezuc (1616) de Bonnet de Besiers, comèdia teatral descordada i fanfarrona; Pastoral del pastor Celidor e Florimonde, la seva pastora (1629), anònim; Pastorale del berge Silvestre (1650) i Mariages rabillez (1647) de Micheille.

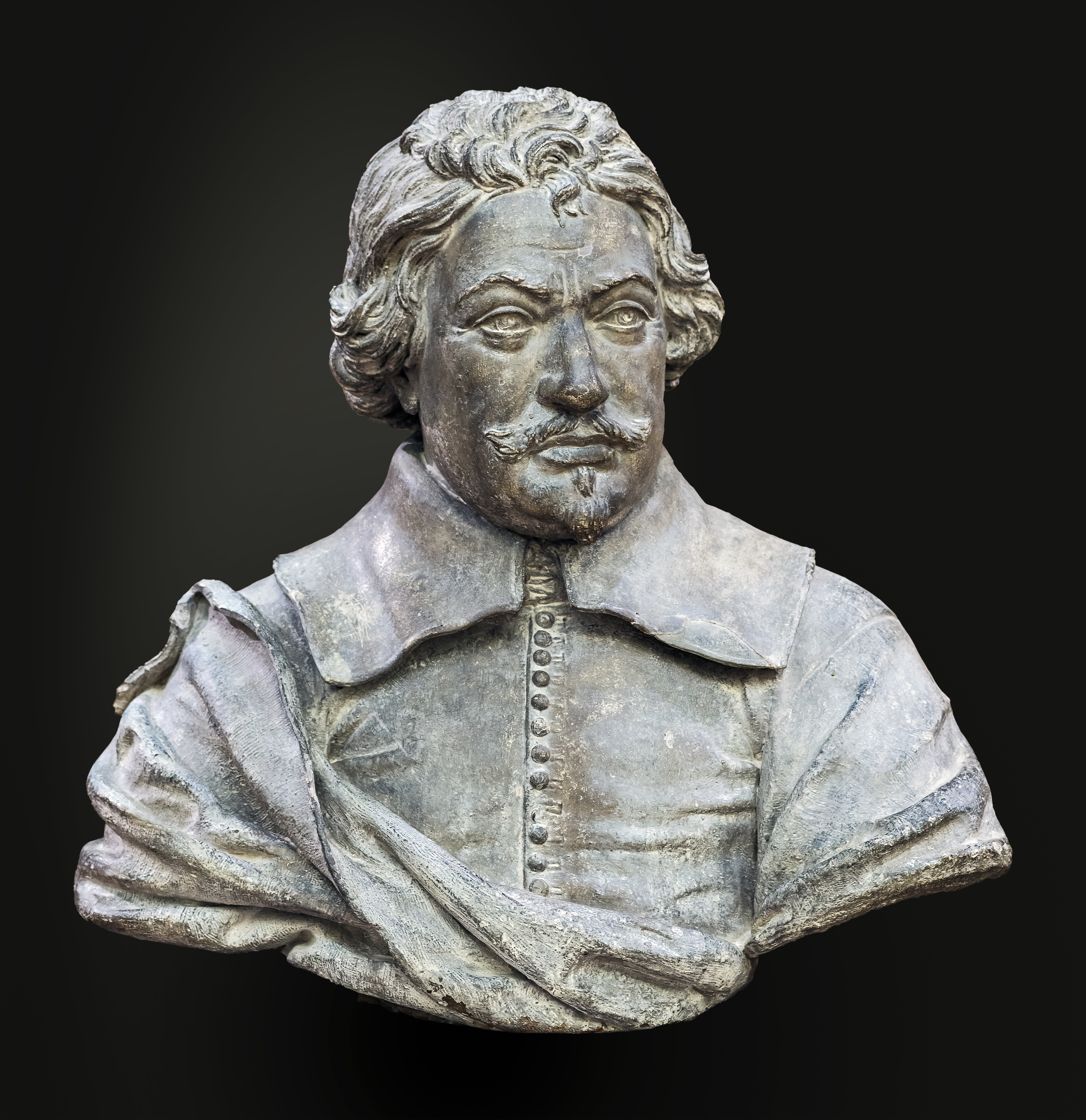
Bust de Pèire Godolin al museu dels Agustins de Tolosa

Entre els autors consagrats, cal destacar l'advocat gascó establert a Tolosa Bertran Larada (1581-1608), deixeble de Ronsard i amic de Godolin, mestre del sonet; el provençal Glaudi Brueis (fl. 1595-1628), el gascó armanyaguès Guilhem Ader (1570-1638), Pèire Godolin (1580-1649), creador de la nova escola tolosana, l'únic gran autor occità del període, el montpellerí Isaac Despuech Sage (1583-1642), l'agenès Francès de Cortète (1586-1667), autor de teatre influït per Jean Racine, Jacob de Gassion (1578-1635), metge bearnès de Montpeller; el gascó Lois Baron (1612-1663), Joan Palaprat (1650-1721); Francès Blanc La Goutte (1670-1742) de Grenoble, Joan Millet (mort el 1675) de Grenoble; i André Menilgrand (s. XVIII) delfinès; el gascó Joan Giraud d'Astros (1594-1648), Pèire Rosset (1626-1684) autor de les peces de teatre, i el dramaturg Bedout.
Després d'aquesta generació d'autors, la llengua occitana només s'emprarà en composicions com nadales i proclames de carnaval. En nadales destacarà el compositor Nicolau Sabòli (1614-1675), recollides el 1660, que foren emprades per musicar l'himne occità La cançó de la Copa.
En el segle xviii només destacarien en el gènere musical les nadales del narbonès Joan Josèp Cassanèa de Mondovila (1711-1772), autor de la pastoral Dafnis e Alcimadaura, representada a París el 1754 amb molt d'èxit, i el bearnès Ciprian Desporrins (1698-1759), compositor de 30 cançons lloades pel mateix Lluís XV de França. En el gènere pròpiament literari, els tres principals autors foren Claudi Peiròt (1709-1795), capellà roerguès de la Provença, influït per Jean-Jacques Rousseau; Joan Baptista Fabre (1727-1783), capellà provençal, humanista i burlesc; Antoni Fabre d'Olivet (1767-1825), polifacètic, erudit i humanista, traductor de clàssics al francès que pretenia ser l'Ossian occità. Altres autors menors foren el marsellés Joan Baptista Germain (1700-1781) amb la burlesca La bourrido dei dieoux (1768), el llemosí Francès Richard (1733-1814) i els gascons Pèire Lesca de Baiona (1730-1817), Deldreuil (1796-1852) i Justin Larrebat (1816-1868). En el teatre, destacaria el gascó Joan Antoni Verdièr, Mèste Verdier (1779-1820), autor de caràcter popular i un xic afrancesat.

## Literatura prefelibrenca

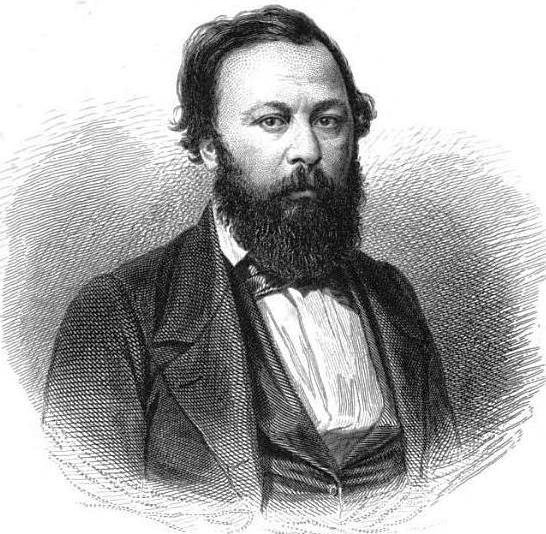
Josèp Romanilha, en una imatge de la dècada del 1860

Entre els primers autors occitans del segle xix no enquadrats en el moviment felibre, cal destacar el bibliotecari d'Ais Joan Josèp Dioulofet (1785-1840), autor dels poemes Leis Magnans (1820); el nicenc Josèp Rosalind Rancher (1785-1843), membre de l'Acadèmia Petrarca i influït per Fabre, autor de peces de teatre burlesc; el bearnès Xavier Navarrot (1799-1862), Jacme Boé Jasmin (1789-1864), un perruquer d'Agen que viatjà recitant poemes arreu del país i que el 1852 fou rebut triomfalment a París per Alphonse Marie de Lamartine; el llenguadocià G. A. Peyrotas (1813-1858), poeta obrerista; i el marsellès Víctor Gelu (1806-1885), aventurer i populista, enemic tant de l'imperi com dels felibres. Altres autors menors en foren el montpellerí Alfred Moquin-Tandon (1804-1863); els bearnesos Emile Vignancour (1793-1873), Vincent de Bataille (1791-1872) i Sylvain de Lamolère (1773-1863); el marsellès Fortunat Chailan (1801-1840), autor de Lou gangui (1839), contes de Marsella; el cevenolès Gustave, marquès de La Fare-Alais (1791-1846), amb Las castanhadas (1844); i els dalfinesos Josèp Grivel (1816-1870), Gustave Bermond (1840-1898), August Boissier (1802-1867) de Diá, autor de Poueisias dioisas (1841) i Roch Grivel (1816-1888).

## Elseglexix
La literatura del segle xix va estar marcada pel naixement del felibritge i l'edició de l'Armana Provençau i L'Alholi, que s'expandiren arreu de tot el territori occità. Hi destacaren a Provença Frederic Mistral, Anfos Tavan, Joan Brunet; Ansèume Matièu, Josèp Romanilha, Teodòr Aubanèl (1829-1886), Pau Gièra, Fèlis Gras, Marius Bourrelly, els Felibres Rojos August Forès (1858-1894), William Bonaparte-Wyse, Clovis Hugues; Pau Froment i Folco de Baroncelli-Javon; Valeri Bernard; Antoni Blai Crousilhat, Léon de Berluc-Perussis i Marius Andreu. Al Llenguadoc Antòni Bigot, Albert Arnavielle; Baptista Bonnet; Loïs Romieu, Aquil·les Mir, Joan Gaidan, Frederic Donnadieu; Fèlis Pasquièr i el rossellonès Joan Monné. Al Delfinat, Lois Motièr (1831-1903), Francis Pascal i Albert Ravanet. A l'Alvèrnia, Arsèni Vermenouze i Francis Courchinoux. Al Llemosí, Josèp Ros. I a la Gascunya (1845-1908), Justin Bessou; August Chastanet; Emmanuel Delbousquet, Bernard Sarrieu; Josèp Noulens, Isidòr Sallès i el bearnès Vastin Lespy.
El felibritge els va donar una nova gramàtica normativa i un estil, que no tots van acceptar, però la manca de militància política a Occitània i el seu reaccionarisme d'ençà del 1880 n'apartarien les noves generacions.

## Segle XX

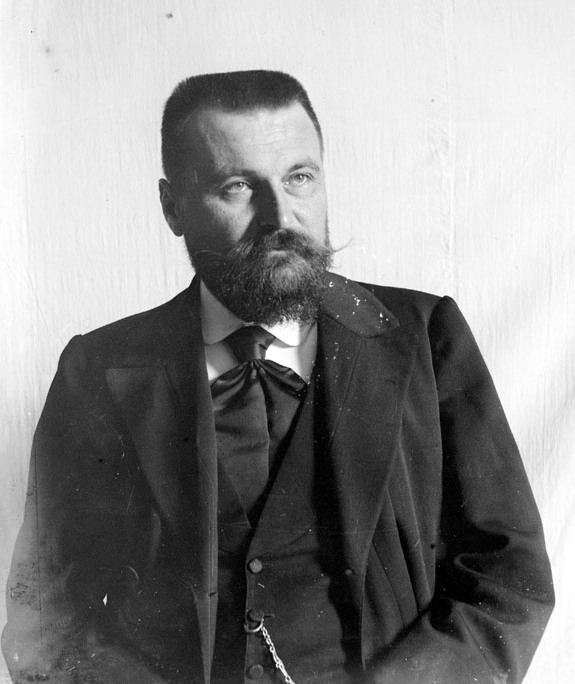
Antonin Perbòsc en un retrat de finals del o principis del XX

Malgrat que l'escolarització en francès, obligatòria des del 1880, i la decadència del felibritge feren força mal a la llengua parlada, pel que fa a la literatura escrita, aquest fou un període força creatiu. El 1935 es dedicaven a la propagació de la literatura en oc les revistes: 
- A Provença, La Feu (Ais de Provença), Lou Felibrige (Malhana) i Prouvenço (Marsella).
- A Alvèrnia, Lo Cobreto i L'Auvergne Littéraire, a Clarmont d'Alvèrnia.
- Al Llenguadoc, L'Auta, Oc i Gai Saber (Tolosa de Llenguadoc), La Cigalo Narbouneso i Septimanie (Narbona), i Calendau a les Cevenes.
- Al Llemosí, Lemouzy (fundada el 1892 per Ramon Laborda) i La Revue Lemousine, a Llemotges.
- A la Gascunya, Aquitania i La Renaissance Provinciale (Bordeus) i Revue Regionaliste (Pau).
- Al Rosselló, L'Éveil Catalan.
- A París, L'Almanac Occitan, butlletí de l'organització Occitània.

Els principals autors del període, es debatran entre la tradició marcada pel felibritge i el nou occitanisme més o menys militant, que proposa per primer cop, per la Societat d'Estudis Occitans, una gramàtica normativa unitària; els més destacats en foren:
- A Gasconha, C. Riquier, Filadelfa de Gerda (1871-1952), amiga de Charles Maurras; Simin Palay (1874-1965), Miquèu Camelat (1871-1962); Paul Sabathe (1864-1937) amb els poemes Los mios buscalhos (1927); Maria Teresa Bargalat Pèire de Libertat (1863-1933); Josephine Villeneuve (1862-1930); el felibre Fernand Sarran (1874-1928); i Cèsar Daugué.
- A Alvèrnia, Lois Delhostal (1877-1934); Benazat Vidal (1877-1955); el lingüista Albert Dauzet (1877-1950) i Regis Michailian (1844-1916).
- A Provença, el capolié Marius Jouveau (1879-1949), Lois Bayle (1907-?) fundador de la revista L'Astrado, Pau Gros-Long, Pèire Devoluy (1862-1932); Josèp d'Arbaud (1872-1950), Marcèla Drutel (1897-?); el marsellès Carles Campròs o Camproux, i Bruno Durand (1890-1975).
- Al Llenguadoc, Félix Remize, amb Lou Grelhet (1865-1941); el capellà carcinès Juli Cubainas (1894-1975); Antonin Perbosc (1861-1944); Prosper Estieu (1860-1939), Emili Barthe (1874-1939), el montpellerí Francès Dezeuze (1871-1949); el capellà Josèp Salvat (1899-1972); Suli Andrièu Peyre (1880-1961) de Gard, redactor de la revista Marsyas; i l'albigesa Loisa Paulin (1888-1944).
- Al Llemosí Joan-Baptista Chèza (1870-1935) i Joan Mozat (1905-?).Frederic Mistral. El poeta provençal guanyà el premi Nobel de literatura el 1904 per la seva obra Mirèio

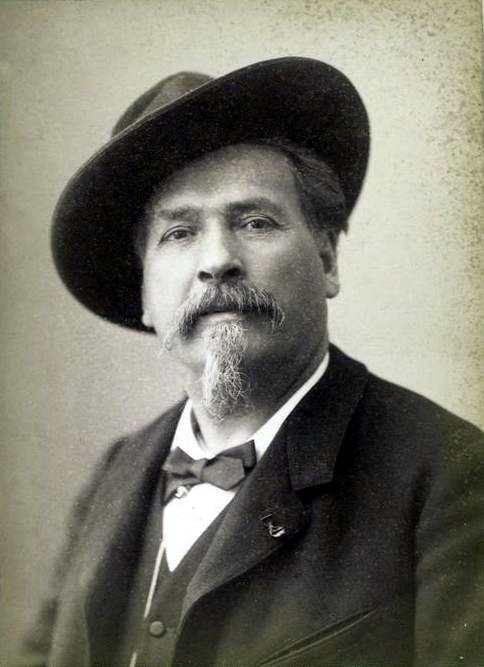
Frederic Mistral. El poeta provençal guanyà el premi Nobel de literatura el 1904 per la seva obra Mirèio

Altres autors en foren Pau Eissàvel (1886-1957); el crocantí Pau Loïs Grenier (1879-1959); el piemontés Pinin Pacot, i el cevenolès Leon Tessier (1882-1981). A la Vall d'Aran, apareixerien alguns autors com Rafael Nart i Arjó, Joan Benosa, i sobretot, Josèp Condò Sambeat (1867-1919).
La literatura occitana de postguerra fou marcada per l'aparició de l'Institut d'Estudis Occitans i la gairebé desaparició del felibre. Des dels anys 60 i 70, endemés, la cultura occitana deixà d'estar reclosa només a l'àmbit exclusivament literari, i s'expandí al cinema. El 1960 foren creats uns estudis de rodatge cinematogràfic a Niça que deixaven entreveure possibilitats per a un cinema occità, ja intentat per Marcèu Panhol, tot i que en francès. D'aquesta manera, als setanta P. Bureau va filmar Òme d'Oc, film molt censurat; Jean Fléchet va fer La fam de Machugas (1964), film provençal desvinculat de París i pel qual fou obligat a cessar davant el requeriment del Centre nationale de Cinematographie, i L'orsalhèr (1981). Amb circumstàncies més favorables, el 1981 Istòria d'Adrian obtingué alguns premis al Festival de Cinema de Canes, i es formaren els grups Tecimeoc i Cinoc, que facilitarien la realització dels films Bodon de Constantial i Gardarem lo Larzac de Bloch, Haudiquet i Levy, cinema polític i de lluita que també fou premiat a Canes. Altres realitzadors occitans destacats han estat Molines, Pérez, Gayrant i Bégard.
Pel que fa als escriptors d'aquest període, els més importants han estat:
- Al Llenguadoc, Max Roqueta (1908-2005), Leon Còrdas (1913-?); Robert Allan (1927), Enric Espieut (1923-1971); el nimenc Robèrt Lafont (1923); Joan M. Petit (1941), Ives Roqueta (1936); Joan Larzac (Joan Roqueta, 1938); els roerguesos Joan Bodon (1920-1975) i Enric Molin (1896-1981); Renat Nelli (1896-1982); Danís Saurat (1890-1958) amb Ac digas pas (1954) i Encaminament càtar (1955); el montpellerí Max Allier (1912-2002); Joan Monestier (1930); Maria Roanet i el també guianès Gilbert Suberròcas (1946).
- A Provença Joan Calendau Vianès (1913); Fèlis Castanh (1920-2001); Fernand Motet (1913), Carles Galtier (1913); el marsellès Pèire Pessamessa (1931); Max Felip Delavouet (1920); Jòrdi Rebol (1901-?); Pèire Roqueta (1898-?) marsellès influït pels catalans; el nicenc Joan Luc Sauvaigo (1950) i Florian Vernei.
- A Gascunya, l'armanyaguès Andrèu Pic (1910-1958), el parisenc Pèire Bec (1921) originari de Comenges, Bernat Manciet (1923-2005); els bearnesos Rogèr Lapassada (1912-1999) i Eric Gonzalès; el perigordià Bernat Lasfargas (1924), Sergi Bec (1933), Marcèu Esquieu i Cristian Rapin (1931).
- Al Llemosí, Albert Pestor (1889-1969); Micheu Chapduelh (1947), Jan Dau Melhau, i Marcèla Delpastre.
- A L'Alvèrnia, Andreu Lagarda.